# Monchi
Ramón Rodríguez Verdejo (San Fernando, Cádiz, 20 de septiembre de 1968), conocido deportivamente como Monchi, es un director deportivo y exfutbolista español que se desempeñaba como portero. Licenciado en Derecho, actualmente es el director general deportivo del Aston Villa F. C. y el presidente del C. D. San Fernando 1940.

## Trayectoria
Criado en la cantera del Club Deportivo San Fernando, debutó con el primer equipo en la temporada 1986/1987. Sus grandes actuaciones bajo los palos llamaron la atención de los ojeadores del Sevilla FC, quienes lo contrataron en la siguiente temporada para formar parte del equipo B. En la temporada 1990/1991 comenzó a formar parte de la primera plantilla del Sevilla FC. Debutó el 13 de enero de 1991 ante la Real Sociedad, permaneciendo en el club hasta su retirada en la temporada 1999/2000.

### Director deportivo del Sevilla FC (1.ª etapa)
Poco después de su retirada, se convirtió en delegado de campo del primer equipo, pasando a ser director deportivo del Sevilla FC en el año 2000, durante el mandato de Roberto Alés. El equipo sevillista consiguió ascender a la Primera División de España en 2001. A partir de 2006, el equipo consiguió varios títulos (5 Copas de la UEFA, 2 Copa del Rey, una Supercopa de España y una Supercopa de Europa), una era de éxitos sin precedentes en la historia de la entidad.
Es conocida su habilidad para fichar jugadores desconocidos o semidesconocidos, y sacarles un gran potencial deportivo y económico, triunfando primero en el club sevillano y luego siendo traspasados a grandes clubes del continente por un alto precio. Ejemplos de ello son Julio Baptista, Adriano Correia, Dani Alves, Seydou Keita,[cita requerida] Christian Poulsen[cita requerida], Sebastien Squillaci[cita requerida], Álvaro Negredo, Aleix Vidal, Federico Fazio, Gary Medel[cita requerida], Geoffrey Kondogbia[cita requerida], Ivan Rakitić, Carlos Bacca, entre otros. También ha confiado en jugadores de la cantera que igualmente han terminado por darle un buen rédito económico a la entidad hispalense, como Sergio Ramos, José Antonio Reyes, Diego Capel, Jesús Navas o Alberto Moreno.
En Europa, es un referente como director deportivo, siendo puesto de ejemplo como buen gestor de los activos del club, profesional trabajador y principal fuente de ingresos del Sevilla FC.
El 30 de marzo de 2017 el Sevilla anunció que Monchi abandonaría la entidad.

### Director deportivo de la A. S. Roma
El 24 de abril de 2017 se confirma su llegada a la AS Roma, firmando un contrato de 4 años como nuevo director deportivo del club.
El primer conflicto que le surge en su nueva ciudad llega demasiado pronto, concretamente en su presentación como director deportivo, anunciando la retirada del capitán Francesco Totti a final de temporada. Este hecho habría podido hacer enfadar al jugador italiano por no haber podido ser él mismo quien lo anunciara.
El 8 de marzo de 2019 el club anunció la rescisión del contrato de Monchi.

### Director deportivo del Sevilla FC (2.ª etapa)
Diez días después de su cese como director deportivo de la Roma, el 18 de marzo de 2019 se oficializa su regreso al Sevilla FC como director deportivo. El primer año de su retorno fue exitoso en cuanto a las incorporaciones que hizo y a los resultados deportivos de estas, pese a que se marcharon jugadores tan importantes en los anteriores cursos como Pablo Sarabia o Wissam Ben Yedder, ambos rumbo a Francia, a PSG y Mónaco, respectivamente.
Entre los fichajes de la temporada 2019/2020 destacaron los centrales Diego Carlos y Jules Koundé, procedentes de la Ligue 1; el lateral Sergio Reguilón, los centrocampistas Fernando Reges, Nemanja Gudelj, Joan Jordán o los atacantes Lucas Ocampos o Luuk de Jong, que se sumaron a jugadores clave de los años anteriores como Jesús Navas o Éver Banega. No obstante, otros jugadores no dieron el rendimiento esperado, como son los casos de Rony Lopes, Javier Hernández "Chicharito", o el delantero israelí Munas Dabbur, fichado por la anterior dirección deportiva en el mercado invernal de 2019 e incorporado de cara a la campaña 19/20.
Finalmente, en el primer año de su segunda etapa, el Sevilla FC se hizo con la 4.ª plaza en LaLiga, que le valió para disputar la siguiente edición de la Champions League, y consiguió su sexto trofeo de la Europa League tras medirse en la fase de grupos al Qarabag (Azerbaiyán), APOEL Nicosia (Chipre) y F91 Dudelange (Luxemburgo). Posteriormente, en la fase final venció al CFR Cluj rumano en dieciseisavos. Ya en las finales a partido único organizadas en Alemania a causa del COVID-19, el Sevilla logró conseguir su sexto entorchado tras derrotar a la AS Roma (2-0), Wolverhampton (0-1), Manchester United (2-1) y, finalmente, al Inter de Milán por 3-2, con doblete de Luuk de Jong y gol de Diego Carlos, ayudado por el delantero rival Romelu Lukaku, que desvió la trayectoria del remate del defensa brasileño hacia su propia portería.
La consecución de su séptimo título europeo en catorce años le valió al club para clasificarse tanto al Mundial de Clubes en su nuevo formato como para la Supercopa de Europa, que le enfrentó al Bayern de Múnich como campeón de la Champions League y que se saldó con victoria para los alemanes por 2-1 en la prórroga, en un encuentro disputado en el Puskás Arena de Budapest (Hungría).
En junio de 2023 dejó al Sevilla FC, con su séptimo título de Europa League, y fichó por el Aston Villa.

## Reconocimientos
- Medalla de la provincia de Cádiz en 2017.[13]
- Medalla de oro Ciudad de Sevilla en 2020.[14]
- Hijo predilecto de San Fernando (Cádiz) en 2023.[15]